# Ratnickoje
Ratnickoje (ros. Ратницкое) – wieś (sieło) w Rosji, w obwodzie iwanowskim, w rejonie gawriłowo-posadzkim. W 2010 liczyła 269 mieszkańców.